# Lino Makuba
Lino Makuba Nchama (* 29. Oktober 1982 in Malabo), auch in der Schreibweise Lino Makuba oder kurz Lino bekannt, ist ein ehemaliger äquatorialguineischer Fußballspieler, der sowohl in der Abwehr als auch im Mittelfeld agierte. Er war zuletzt für Renacimiento FC und die äquatorialguineische Fußballnationalmannschaft aktiv.

## Karriere

### Verein
Seine Vereinskarriere begann Makuba in seiner äquatorialguineischen Heimat, wo er ab 2003 im Kader des Hauptstadtklubs Atlético Malabo stand. Ob er dem Verein bereits vor 2003 angehörte, ist aus den Quellen hingegen nicht ersichtlich. Mit dem Hauptstadtklub gewann er bereits in seiner ersten Saison, an der Seite von Deogracias Abaga, José Ncogo und Torhüter Silvestre Ecolo, den Titel des Landesmeisters. Informationen, ob er im gleichen Jahr auch im Finale gegen Deportivo Mongomo den Nationalen Pokal gewann, sind aus den Quellen jedoch nicht zu entnehmen. An den Erfolg der äquatorialguineischen Meisterschaft von 2003 konnte er mit der Mannschaft bis zum Jahr 2005 nicht mehr anknüpfen. Nach dem Ende der Saison 2005 verließ Makuba seine äquatorialguineische Heimat und wechselte zum unterklassigen spanischen Verein RSD Santa Isabel in Aragonien. Hier belegte er mit der Mannschaft in seiner Debütsaison nur ein Platz im mittleren Tabellenbereich. Nach nur einem Jahr verließ er Makuba den Klub bereits wieder und schloss sich den ebenfalls unterklassigen katalanischen Verein CF Amposta an. Nach einem siebten Platz in seiner ersten Saison, platzierte er sich an der Seite von Fernando Recio auf den dritten Platz der katalanischen Meisterschaft. 2008 verließ er das spanische Festland und kehrte in seine äquatorialguineischen Heimat zurück, wo er sich dem amtierenden Meister Renacimiento FC anschloss. Mit dem Verein konnte Makuba bis zu seinen Karriereende im Jahr 2009 keine Titel gewinnen.

### Nationalmannschaft
Sein Debüt für die äquatorialguineische Fußballnationalmannschaft gab Makuba am 11. Oktober 2003, im Rahmen der Qualifikation zur Fußball-Weltmeisterschaft 2006 unter den damaligen Trainer Óscar Engonga, gegen die Auswahl des afrikanischen Staates Togo (1:0). Auch bei der 2:0-Niederlage im Rückspiel ein Monat später gehörte er zur Startelf und kam 87. Minuten zum Einsatz. Er nahm an Qualifikationsspielen der Afrikameisterschaft (2008) teil, konnte dabei jedoch keine nennenswerten Erfolge erzielen. Zudem war er gemeinsam mit Juvenal und Torhüter Silvestre Ecolo Teilnehmer des CEMAC Cup 2007. Er schied mit der Mannschaft aber bereits in der Vorrunde nach einer Niederlage gegen die Republik Kongo (2:1) und einen Remis gegen Gabun (1:1) aus. Seinen letzten Einsatz im Trikot der Nzalang Nacional bestritt Makuba am 17. Juni 2007, im Rahmen der Qualifikation zur Afrikameisterschaft 2008, gegen die Mannschaft aus Liberia.

### Erfolge
Verein
- Äquatorialguineischer Meister: 2003